# جون سكوت راسل
جون سكوت راسل، عضو في زمالة الجمعية الملكية لإدنبرة وزمالة الجمعية الملكية والجمعية الملكية للفنون، (9 مايو 1808، باركهيد، غلاسكو - 8 يونيو 1882، فينتنور، جزيرة وايت) هو مهندس مدني اسكتلندي ومهندس معماري بحري وصانع سفن عمل على بناء سفينة غريت إيسترن بالتعاون مع إيسامبارد كينجدوم برونيل. اكتشف موجة النقل التي أسفرت عن الدراسة الحديثة للسوليتون، وطور نظام خط الأمواج لبناء السفن.
عمل سكوت راسل مروجًا للمعرض الكبير لعام 1851.

## نشأته
ولد جون راسل في 9 مايو 1808 في باركهيد، غلاسكو، وهو ابن القس ديفيد راسل وأغنيس كلارك سكوت. أمضى عامًا واحدًا في جامعة سانت أندروز قبل أن ينتقل إلى جامعة غلاسكو. أثناء وجوده في جامعة غلاسكو، أضاف اسم والدته قبل الزواج، سكوت، إلى اسمه، ليصبح جون سكوت راسل. تخرج من جامعة غلاسكو في عام 1825 وهو يبلغ من العمر 17 عامًا وانتقل إلى إدنبرة حيث درس الرياضيات والعلوم في معهد ليد للميكانيكا، وحقق أعلى نسبة حضور في المدينة.
عند وفاة السير جون ليزلي، أستاذ الفلسفة الطبيعية في جامعة إدنبرة في عام 1832، انتُخب سكوت راسل، على الرغم من أنه يبلغ من العمر 24 عامًا فقط، لملء المنصب الشاغر مؤقتًا في انتظار انتخاب أستاذ دائم، بسبب كفاءته في العلوم الطبيعية والشعبية التي تمتع بها كونه محاضرًا. لكن على الرغم من تشجيعه على الترشح للمنصب الدائم، رفض التنافس مع مرشح آخر أُعجب به ليركز بعد ذلك على مهنة الهندسة والأبحاث التجريبية على نطاق واسع.

## حياته العائلية
تزوج سكوت راسل بهارييت أوزبورن، ابنة البارون الأيرلندي السير دانيال تولر أوزبورن وهارييت ترينش، ابنة إيرل كلانكارتي في دبلن في عام 1839. أنجبا ولدين (بقي نورمان على قيد الحياة) وثلاث بنات، لويز (1841-1878)، رايتشل (1845-1882) وأليس. عاشوا في لندن مدة خمس سنوات في منزل لسكرتير جمعية الفنون ثم انتقلوا إلى سيدنهام هيل، التي أصبحت مركز اهتمام خاصة بعد أن نقل راسل وأصدقاؤه منزل باكستون الزجاجي في المعرض الكبير إلى كريستال بالاس بالقرب منه.
تردد آرثر سوليفان وصديقه فريدريك كلاي على منزل سكوت راسل في منتصف ستينيات القرن التاسع عشر؛ وأصبح كلاي خطيبًا لأليس، وتودد سوليفان إلى رايتشل. انحدر كلاي من عائلة ثرية، بينما كان سوليفان ما يزال ملحنًا شابًا فقيرًا من عائلة فقيرة. رحب سكوت راسل بخطوبة أليس لكلاي، اللذان انفصلا بعد فترة، ولكنه منع العلاقة بين سوليفان ورايتشل، على الرغم من أن الاثنين استمرا في مقابلة بعضهما البعض سرًا. في مرحلة ما من عام 1868، بدأ سوليفان علاقة متزامنة (وسرية) مع لويز (1841-1878). انفصل الثنائيان في أوائل عام 1869.
أقام المهندس الأمريكي ألكسندر ليمان هولي صداقة مع سكوت راسل وعائلته في زياراته المختلفة إلى لندن وقت بناء غريت إيسترن. زار هولي منزل سكوت راسل في سيدنهام. نتيجة لذلك، سافر هولي وزميلته زيرا كولبورن في الرحلة الأولى من غريت إيسترن من ساوثهامبتون إلى نيويورك في يونيو 1860. أقام نجل سكوت راسل، نورمان، مع هولي في منزله في بروكلين -سافر نورمان أيضًا في الرحلة الأولى، وهي رحلة لم يكن سكوت راسل على متنها.
سار نورمان على خطى والده ليصبح مهندسًا معماريًا بحريًا، وساهم في معهد المهندسين المعماريين البحريين الذي أسسه والده.

## العربة البخارية
أثناء وجود سكوت راسل في إدنبرة، جرب المحركات البخارية، باستخدام مرجل مربع طور من أجله طريقة لبقاء العربة على سطح المرجل الذي أصبح عالميًا. شُكلت شركة سكوتش ستيم كاريج لإنتاج عربة بخارية بأسطوانتين تولد كل منهما 12 حصانًا. شُيدت ستة عربات في عام 1834، أُنشئت جيدًا وجرى تركيبها وفقًا لمعايير عالية، ووُضعت منذ من مارس 1834 للتنقل بين ساحة جورج في غلاسكو وفندق تونتين في بيزلي على فترات كل ساعة بسرعة 15 ميلًا في الساعة. اعترض أمناء الطريق على إهمال الطريق ووضعوا عوائق مختلفة من جذوع الأشجار والحجارة في الطريق، ما تسبب في عرقلة العربات التي تجرها الخيول. لكن في يوليو 1834، انقلبت إحدى العربات وتحطم مرجلها، ما تسبب في وفاة العديد من الركاب.

## موجة النقل
في عام 1834، أثناء إجراء التجارب لتحديد التصميم الأكثر كفاءة لقوارب القناة، اكتشف سكوت راسل ظاهرة وصفها بأنها موجة النقل. في جريان الموائع، تُعرف هذه الموجة حاليًا باسم موجة راسل الانفرادية. يرد وصف الاكتشاف في قوله:
كنت أراقب حركة قارب كان يُسحب بسرعة عبر قناة ضيقة بواسطة زوج من الخيول. فجأة، توقف القارب، لكن المياه في القناة لم تتوقف عن الحركة. بدأت المياه تتجمع حول مقدمة القارب بشكل عنيف، ثم انفصلت عن القارب فجأة واندفعت إلى الأمام بسرعة كبيرة، تحوّلت إلى موجة مائية عالية ومنفردة تتحرك عبر القناة بشكل سلس ومحدد. تبعتها وأنا امتطي ظهر الحصان وتجاوزتها وهي ما تزال تتحرك بسرعة تصل إلى ثمانية أو تسعة أميال في الساعة، محافظة على شكلها الأصلي وارتفاعها يتناقص تدريجيًا. وبعد مطاردة دامت لمسافة ميل أو ميلين، لم أعُد أتمكن من رؤيتها بسبب منعطفات القناة. هذه كانت أول مرة، في شهر أغسطس 1834، التي شاهدت فيها هذه الظاهرة الجميلة والمدهشة التي أطلقت عليها اسم «موجة النقل».
أبلغ جورجيو بيدون عن ظاهرة الأمواج الانفرادية في عام 1826 في تورينو، ولكن يبدو أن عمل بيدون مر دون أن يلاحظه أحد من الباحثين في هولندا وبريطانيا، على الرغم من ذكره في مجلة إدنبرة للعلوم في نفس العام. 
قضى سكوت راسل بعض الوقت في إجراء استكشافات عملية ونظرية لهذه الموجات. عمل على بناء خزانات الأمواج في منزله ولاحظ بعض الخصائص الرئيسية:
- الموجات مستقرة، ويمكن أن تنتقل عبر مسافات كبيرة جدًا (تميل الموجات العادية إما إلى التسطح، أو الانحدار والإسقاط)
- تعتمد السرعة على حجم الموجة وعرضها نسبة إلى عمق الماء.
- على عكس الموجات العادية، لن تندمج أبدًا - لذلك يتم تجاوز موجة صغيرة بموجة كبيرة، بدلًا من الجمع بين الاثنين.
- إذا كانت الموجة كبيرة جدًا بالنسبة لعمق الماء، فإنها تنقسم إلى قسمين، واحد كبير والآخر صغير.

## الجمعية المهنية
أُجري الكثير من أعمال سكوت راسل التجريبية المبكرة تحت رعاية الجمعية البريطانية وساهم طوال حياته في الجمعيات العلمية والمهنية التي أصبحت أكثر أهمية في تلك الحقبة.
في عام 1844، كان ابتكار السكك الحديدية في أوجه. ساهم سكوت راسل بمقالة عن المحرك البخاري والملاحة البخارية للطبعة السابعة من موسوعة بريتانيكا في عام 1841 والتي نُشرت أيضًا في كتاب. عرض تشارلز وينتورث ديلك على سكوت راسل المنصب التحريري لصحيفة أسبوعية جديدة هي ريل واي كرونيكل في لندن وسرعان ما انتقلت عائلة راسل إلى شقة من غرفتين صغيرتين. في العام التالي، أصبح كذلك سكرتيرًا للجنة التي شكلتها الجمعية الملكية للفنون لتنظيم معرض وطني، والذي وفر لهم منزلًا في ستراند. سرعان ما قدم سكوت راسل هنري كول إلى اللجنة وعندما ولم يكن هناك معارضون، قبل أسابيع قليلة من المعرض الأول في عام 1847، أمضى سكوت راسل وكول ثلاثة أيام كاملة في السفر في جميع أنحاء لندن لتجنيد المصنعين وأصحاب المتاجر. حقق هذا المعرض ومعرضان لاحقان نجاحًا كبيرًا لدرجة أنه جرى التخطيط لإصدار نسخة دولية لعام 1851. بحلول هذا الوقت شرع سكوت راسل مرة أخرى في بناء السفن، وانتهت طفرة السكك الحديدية، وعلى الرغم من أنه أصبح سكرتير الجمعية المعين للمعرض العظيم، تولى هنري كول زمام المبادرة آنذاك، وانتهى به الأمر بحصوله علىميدالية ذهبية فقط مكافأة على الكثير من العمل الذي أنجزه.
في عام 1860 في اجتماع في منزله في سيدنهام، أُنشئت مؤسسة المهندسين المعماريين البحريين، وكان سكوت راسل أحد نواب الرئيس المهنيين. حضر معظم الاجتماعات ونادرًا ما فشل في التعليق. في عام 1864 نشر أطروحة ضخمة من 3 مجلدات حول النظام الحديث للعمارة البحرية والتي حددت ملامح العديد من السفن الجديدة التي يجري بناؤها.

قيل في نعيه فيما يتعلق بالعمارة البحرية:
«يمكن القول إنه عند بدء حياة سكوت راسل المهنية، وجد العمارة البحرية أكثر الفنون تجريبية، وتركها واحدة من أكثر العلوم الهندسية دقة. لهذه النتيجة العظيمة، ساهم كثيرون آخرون في هذا المجال، ولكن أبحاثه الشخصية، والنظريات التي استنتجها منها، أعطت الزخم الأول للعمارة البحرية العلمية».

## بناء السفن
منذ نحو عام 1838، عمل سكوت راسل في حوض بناء السفن الصغير في غرينوك لصالح شركة ثومسون اند سبيرز حيث قدم نظام خط الموجة الخاص به إلى سلسلة من سفن البريد الملكية، فضلًا عن العديد من الابتكارات الأخرى التي ساهم بها. بعد أن استولى كايرد على حوض بناء السفن، قرر سكوت راسل الانتقال إلى لندن وفي عام 1848 اشترى شركة ميل وال ايرون وورك شيب بيلدنغ. عمل على بناء سفينتين لبرونيل في أستراليا، بنفس حجم سفن إس إس غريت بريتن وأديلايد وفيكتوريا التابعة لشركة برونيل. أدت مشاكل التزود بالوقود والمياه إلى طرح التساؤلات حول السفن الكبيرة، ولكن برونيل وافقت على إنشاء خمس سفن أخرى من نفس الفئة.